# Fotogrammi d'argento 1999
La 49ª edizione dei Fotogrammi d'argento, assegnati dalla rivista spagnola di cinema Fotogramas, si è svolta il 8 marzo 1999.

## Premi e candidature

### Miglior film spagnolo
- Barrio, regia di Fernando León de Aranoa

### Miglior film straniero
- The Truman Show, regia di Peter Weir  ·   Stati Uniti

### Fotogrammi d'onore
- Luis García Berlanga

### Miglior attrice cinematografica
- Penélope Cruz - La niña dei tuoi sogni (La niña de tus ojos)
- Najwa Nimri - Gli amanti del circolo polare (Los amantes del círculo polar)
- Aitana Sánchez-Gijón - Sus ojos se cerraron

### Miglior attore cinematografico
- Antonio Resines - La niña dei tuoi sogni (La niña de tus ojos), Una pareja perfecta e Entre todas las mujeres
- Eduardo Noriega - Cha-cha-chá
- Santiago Segura - Torrente, el brazo tonto de la ley e La niña dei tuoi sogni (La niña de tus ojos)

### Miglior attrice televisiva
- Carmen Maura - A las once en casa
- Amparo Larrañaga - Periodistas
- Ángela Molina - Hermanas

### Miglior attore televisivo
- José Coronado - Periodistas
- Pepon Nieto - Periodistas
- Antonio Resines - A las once en casa

### Miglior attrice teatrale
- Núria Espert - Master Class
- Vicky Peña - Guys and Dolls
- Concha Velasco - La rosa tatuada

### Miglior attore teatrale
- Josep Maria Flotats - Arte
- Juan Luis Galiardo - Las últimas lunas
- Carlos Larrañaga - Las mujeres de Jack

### Miglior cortometraggio
- Los Díaz felices, regia di Chiqui Carabante